# Alfa Romeo RL
El Alfa Romeo RL es un automóvil producido por el fabricante italiano Alfa Romeo entre 1922 y 1927. El RL fue el primer modelo deportivo de Alfa Romeo tras la Primera Guerra Mundial. Este automóvil fue diseñado en 1921 por Giuseppe Merosi. En total fueron producidas 2640 unidades del Alfa Romeo RL.

## Mecánica
El RL tenía un motor OHC con 6 cilindros en línea, que estaba disponible con 2,9 L, 3,0 L, 3,2 L y 3,6 L. Tenía caja de cambios manual de 4 velocidades.

## Versiones
Fueron producidas tres versiones diferentes: la Normale (normal), Turismo y Sport. El RL TF (Targa Florio) era la versión de carreras del RL, esta versión pesaba la mitad comparada con las versiones normales, tenía siete manguetas principales en vez de cuatro y dos carburadores. En 1923, el equipo de carreras de Alfa Romeo tenía pilotos como Ugo Sivocci, Antonio Ascari, Giulio Masetti y Enzo Ferrari, los cuales pilotaron el RL TF en competiciones. El RL TF de Sivocci tenía un símbolo con un trébol verde sobre fondo blanco y cuando él ganó la carrera Targa Florio de 1923, ese símbolo se convirtió en el amuleto de la suerte del equipo Alfa Romeo.
Variantes:
- RL Normale, 2916 cc y 56 CV (1922-1925).
- RL Turismo, 2996 cc y 61 CV (1925–1927).
- RL Sport, 2996 cc y 71 CV (1922-1927).
- RL Super Sport, 2996 cc y 71 CV (1922-1927).
- RL Super Sport Castagna, 84 CV.
- RL Super Sport Zagato, 89 CV.
- RL Targa Florio, 3154 cc y 95 CV (1923).
- RL Targa Florio, 2994 cc y 90 CV (1924).
- RL Targa Florio, 3620 cc y 125 CV (1924).

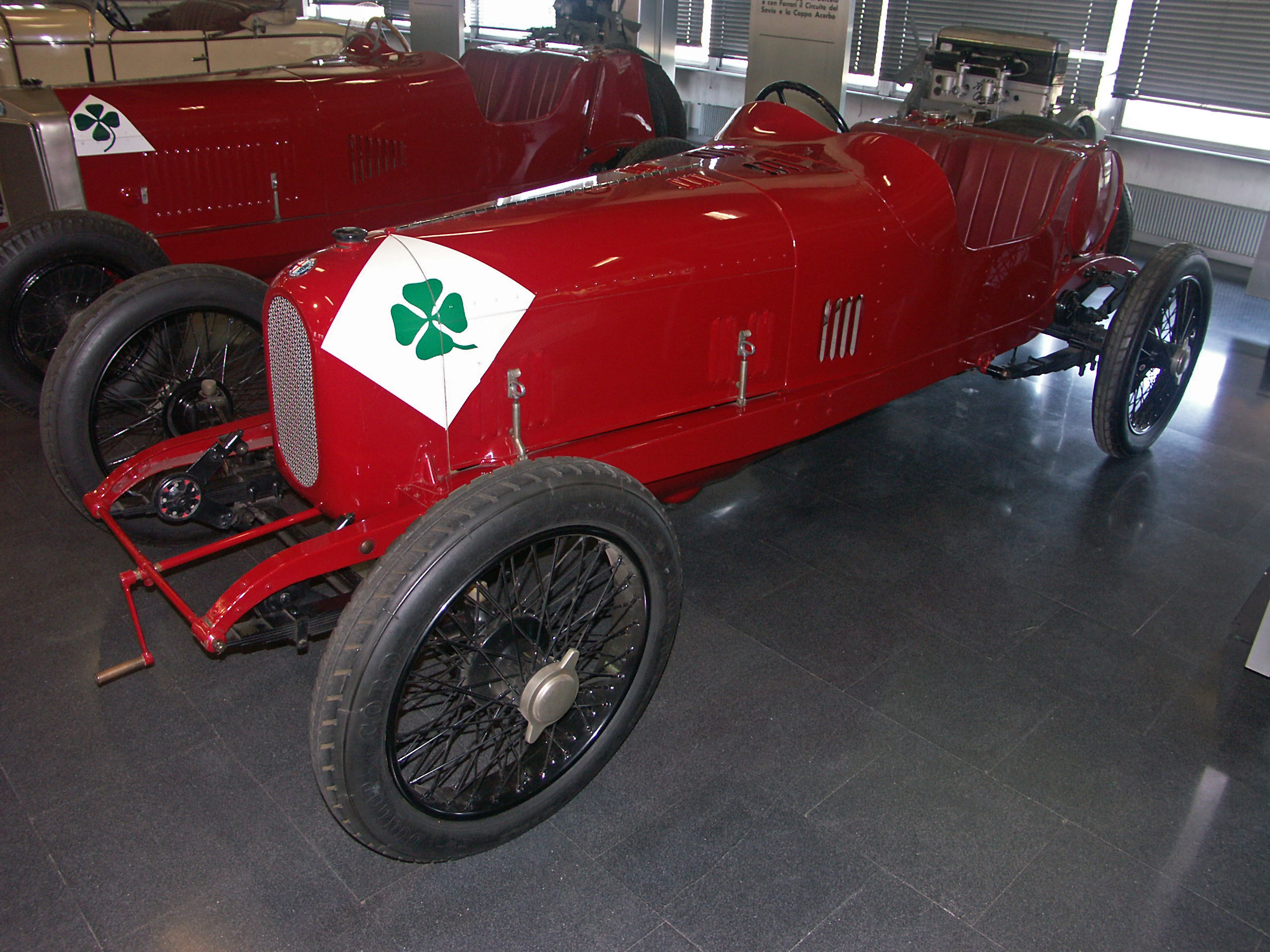
Alfa Romeo RL Targa Florio
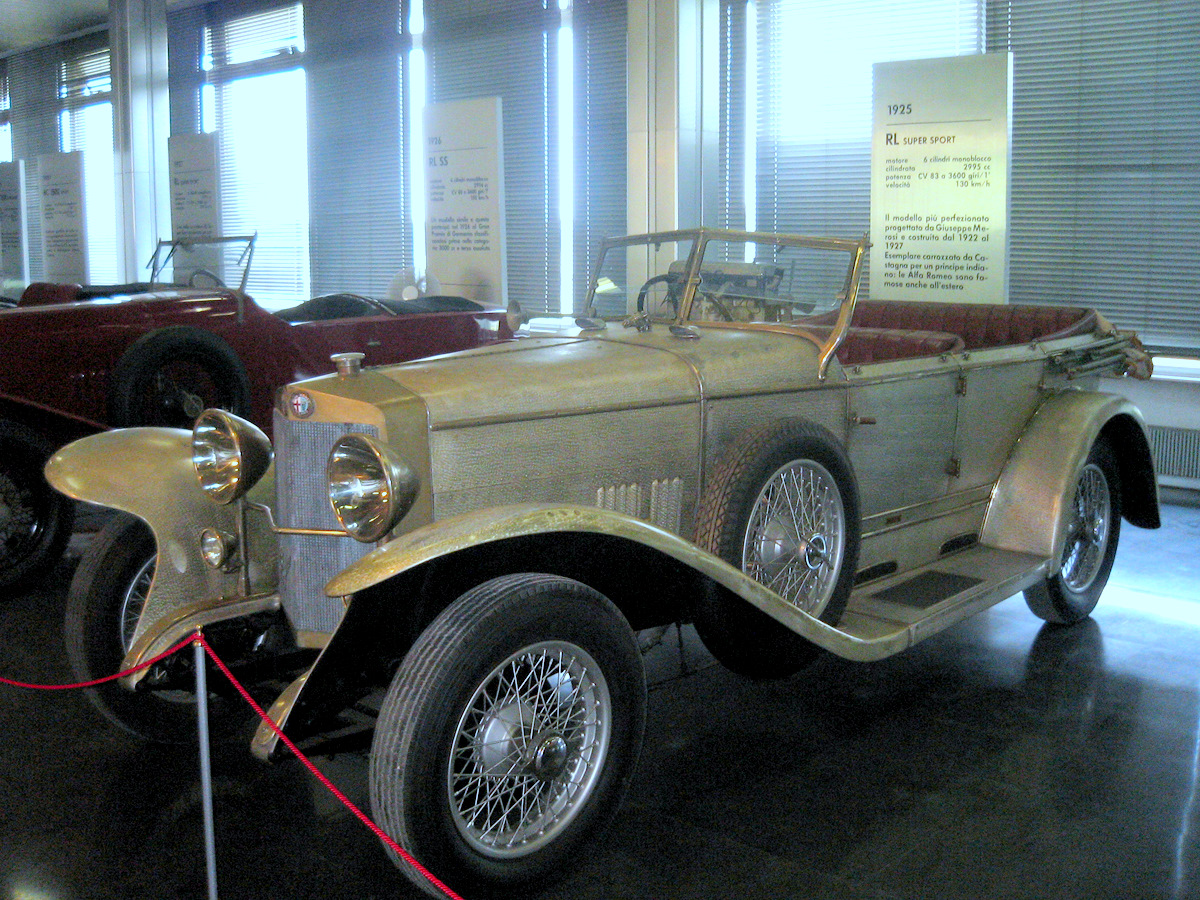
Alfa Romeo RL Super Sport con carrocería de aluminio, de Carrozzeria Castagna.